# Les Seins aux fleurs rouges
Les Seins aux fleurs rouges, tableau aussi appelé Deux Tahitiennes ou Femmes aux mangos, est une huile sur toile de Paul Gauguin peinte en 1899 et conservée au Metropolitan Museum of Art, à New York.

## Description
Haute de 94 centimètres et large de 72,4 ; elle représente deux Tahitiennes seins nus dont l'une porte un plateau de fleurs rouges.